# ژانان و صداها
ژانان و صداها (ارمنی: Ժաննան և ձայները؛ Zhannan ev Dzajner) یک فیلم درام ارمنستانی محصول سال ۲۰۱۱ به کارگردان میکائیل واتینان می‌باشد. نمایش جهانی این فیلم در جشنواره فیلم بوسان سال ۲۰۱۱ بود.

## بازیگران
- آرمینه آندا
- میکائیل واتینیان